# Philicus dialloides
Philicus dialloides là một loài bọ cánh cứng trong họ Cerambycidae.